# Riccia trichocarpa
Riccia trichocarpa là một loài rêu trong họ Ricciaceae. Loài này được M. Howe mô tả khoa học đầu tiên năm 1898.